# Король Гунтер
Король Гунтер (нем. Gunther, др.-сканд. Gunnar) — один из главных персонажей средневековой эпической поэмы «Песнь о Нибелунгах». Король бургундов, старший брат Гернота, Гизельхера и Кримхильды, впоследствии муж исландской королевы Брюнхильды. Историческим прототипом этого персонажа послужил король Бургундии Гундахар, правивший в 413 — 436 годах.

## Биография
Сын бургундского короля Данкрата и королевы Утэ, брат Гернота, Гизельхера и Кримхильды. В «Песне о Нибелунгах» обычно полагается на совет Хагена и демонстрирует свою храбрость только в финальной битве. В большинстве скандинавских источников гибель Гунтера происходит в первой части, когда он является зятем Зигфрида. Правитель гуннов Атли (Аттила), желая заполучить богатства, приглашает Гунтера и Хагена в свою страну. Там на них нападают, и Гунтер прыгает в яму со змеями. Его сестра в отместку убивает своего мужа Атли.

## В тетралогии Вагнера

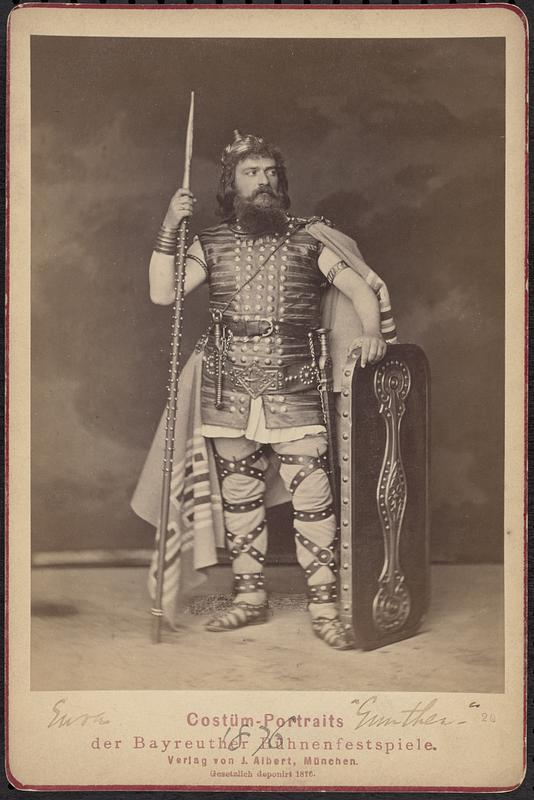
Ойген Гура — австрийский баритон, первый исполнитель партии Гунтера (Байройтский фестиваль, 1876 г.)

Гунтер является одним из ключевых персонажей «Гибели богов» — заключительной части тетралогии Рихарда Вагнера «Кольцо нибелунга», написанной по мотивам средневековых поэм и германской мифологии. Композитор, являющийся и автором либретто, весьма вольно интерпретировал образ короля, представленный в «Песни о Нибелунгах». В музыкальной драме Гунтер — малодушный король недалекого ума, всегда действующий согласно советам Хагена, который в данном произведении является его сводным братом (обоих родила королева Гримгильда, однако отец Хагена — нибелунг Альберих, сковавший кольцо всевластия и затем лишившийся его). 
Гунтер оказывается втянут в манипуляции Хагена, который жаждет завладеть кольцом отца и подчинить себе мир. Братья заманивают к себе бесстрашного героя Зигфрида, который получил сокровища нибелунгов после победы над змеем Фафнером, и в конечном итоге убивают его. Однако в борьбе за кольцо и сам Гунтер умирает, пораженный копьём Хагена. Тем не менее перстень благодаря Брунгильде попадает обратно в воды Рейна, которые смывают проклятие Альбериха. 

## В кино
- 1924 — «Нибелунги: Зигфрид» / «Die Nibelungen: Siegfried (Веймарская республика) режиссёр Фриц Ланг, в роли Короля Гунтера — Теодор Лоос.
- 1924 — «Нибелунги: Месть Кримхильды» / «Die Nibelungen: Kriemhilds Rache» (Веймарская республика) режиссёр Фриц Ланг, в роли Короля Гунтера — Теодор Лоос.
- 1966 — «Нибелунги: Зигфрид» / «Die Nibelungen, Teil 1 - Siegfried» (ФРГ, Югославия) режиссёр Харальд Райнль, в роли короля Гунтера — Рольф Хеннигер.
- 1967 — «Нибелунги: Месть Кримхильды» / «Die Nibelungen, Teil 2 - Kriemhilds Rache» (ФРГ, Югославия) режиссёр Харальд Райнль, в роли Короля Гунтера — Рольф Хеннигер.
- 2004 — «Кольцо Нибелунгов», в роли — Сэмюэл Уэст.